# Leonhard Murer
Leonhard Murer, auch Leonhard Murer von Schopfheim (* vor 1400; † 1434 in Frankfurt am Main), war ein deutscher Steinmetz und von 1431 bis 1434 als Nachfolger von Madern Gerthener Stadtbaumeister und Dombaumeister in Frankfurt am Main.

## Leben und Werk

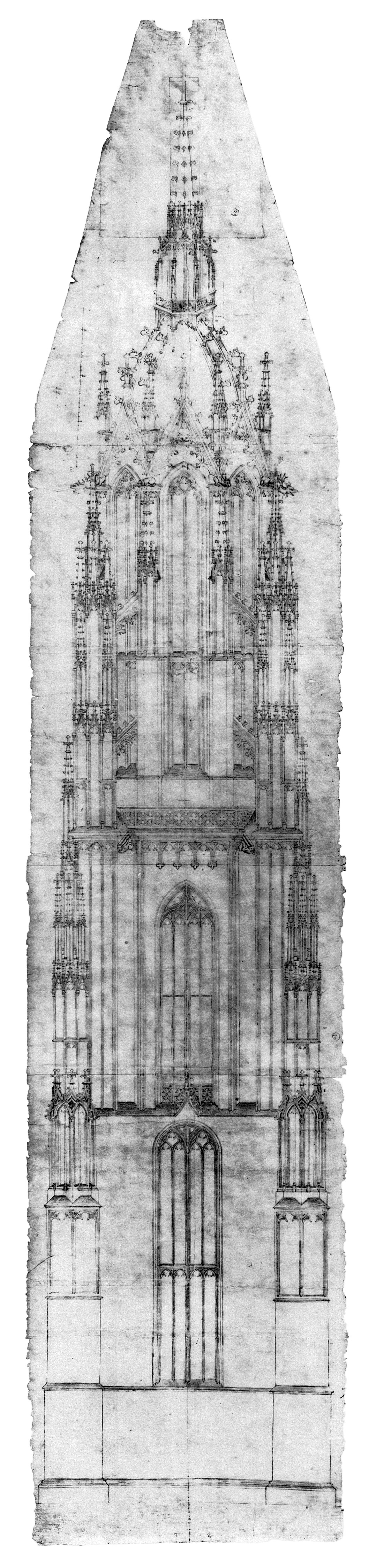
Der Madern Gerthener zugeschriebene Riß A des Pfarrturms ist mit Murers Steinmetzzeichen markiert

Murer wurde 1421 im Frankfurter Bedebuch als „nuwe man“ erwähnt und ab 1422 zur Bürgersteuer veranlagt. Er gehörte als Parlier der Werkstatt des Stadtbaumeisters Madern Gerthener an und war mit ihm verwandt. 1431 vermachte Gertheners Witwe testamentarisch „Leonhard steinhauer“ und seinen Kindern 2½ Morgen Gartenland vor dem Eschenheimer Tor und eine Gülte von einer halben Mark. Leonhards Frau Else klagte dieses Erbe 1432 als nächster Erbe von Gertheners verstorbener Witwe bei deren Testamentsvollstrecker Steffan von Irlebach ein.
Mit seinem Dienstbrief vom 28. Februar 1431 verpflichtete er sich für die Dauer von zwei Jahren als städtischer Werkmeister. In einem weiteren mit dem Stiftskapitel von St. Bartholomäus geschlossenen Vertrag, der nicht erhalten ist, übernahm er auch die Leitung des Dombaus. Sein Jahresgehalt betrug 20 Gulden von der Stadt und 6 Gulden vom Bartholomäusstift, das war halb so viel, wie Gerthener nach 40-jähriger Tätigkeit im Dienst der Stadt bezogen hatte. Hinzu kam ein Tageslohn für jeden Tag, an dem er arbeitete, jährlich ein Rock und ein wöchentliches Weingeld. Murer baute einen neuen Kran auf den Turm. Trotzdem machte der 1415 begonnene Bau des „Pfarrturms“ in den folgenden drei Jahren, die heute als erster Abschnitt der Bauphase II bezeichnet werden, nur geringe Fortschritte, vermutlich aus Geldmangel. Unter Murers Leitung wuchs der Bau von den Figurennischen des ersten Obergeschosses auf etwa 32,70 Metern bis zum Ansatz der Fenstermaßwerke auf etwa 34,90 Metern.
1433 arbeitete Murer auf Bitten des Mainzer Erzbischofs Konrad von Dhaun in Steinheim. Anfang 1434 erwarb Murer das Haus Zum Schwert am „Lussborn, neben Meister Madern Gertheners des Steinmetzen seligen Hause“ in der Weißadlergasse. Dafür erneuerte er seinen Eintrag im Frankfurter Bürgerbuch. Aus dem hohen Bürgergeld von 10 Pfund folgt, dass er vermögend war, vermutlich infolge der Erbschaft Gertheners.
Am 10. August 1434 empfing Murer die letzte städtische Gehaltszahlung. Kurz darauf muss er gestorben sein. Er hinterließ eine Tochter, die später den Schneider Peter von Krotzenberg heiratete, und zwei kleine Söhne Rudolf († 1476) und Bartholomäus. Seine Witwe heiratete später den Steinmetz und Dombaumeister Jost Schilder und starb 1462 oder 1463.
Aus seinen Steinmetzzeichen lässt sich schließen, dass er vor seiner Frankfurter Zeit am Bau der Stephanskirche in Wien und an der Elisabethkirche zu Kaschau tätig war, vermutlich während seiner üblichen Wanderzeit. Zudem findet sich sein Zeichen auf dem als „Riss A“ bekannten Bauplan für den Pfarrturm. Er besteht aus acht Papierblättern mit zusammen 1980 × 404 mm und zeigt den Turm von Westen in voller Höhe im Maßstab 1:48. Mindestens das untere Blatt dieser nicht vor 1420 ausgeführten Zeichnung wurde später angefügt und wahrscheinlich von Murer ausgeführt.
Sein Nachfolger als Frankfurter Stadtbaumeister wurde Eberhard Friedberger, während die Leitung des Dombaus Meister Michel Kurtze übernahm.